# 森薫
森 薫（もり かおる、1978年9月18日 - ）は、日本の漫画家、同人作家。東京都出身。東京都立工芸高等学校卒業。代表作に『エマ』『乙嫁語り』など。

## 来歴
高校生の頃から漫画を描き始め、県 文緒（あがた ふみお）名義で同人誌活動を行なっていた。その後、同人即売会にて編集者に声をかけられ、2001年発行の『コミックビーム』（エンターブレイン）2002年1月号に掲載された『エマ』第1話でデビューする。同作は2005年と2007年に『英國戀物語エマ』『英國戀物語エマ 第二幕』のタイトルでそれぞれテレビアニメ化され、2005年に第9回文化庁メディア芸術祭マンガ部門の優秀賞を受賞した。
作品の傾向からもうかがえるように、自他共に認めるメイド好きである。ディテールにこだわった演出に定評があり、単行本『エマ』に収録されている「あとがきちゃんちゃらマンガ」では、「そこが大事なんです!!」と編集者を説得した様が描かれている。また、その趣味を全開にした作風から、『コミックビーム』編集部内では「『メイドの人』と呼ばれている」ほか、読者からも「『本当に女性なのか』と疑惑を持たれた」とも吐露している。番外篇である『エマ』第8巻および第9巻に至っては、その趣味を前面に押し出した第8巻特装版の表紙などの仕事について、「だって書きたかったんだもーん」と号泣しながら叫んでいる（第9巻では途中で当該台詞を端折っている）。
なお、『英國戀物語エマ 第二幕』公式サイトでは、舞子プラズマによる取材漫画が無料配信されているが、そこでは「かわいらしい系の笑顔が素敵な人、しかし担当に対する態度は普段とは違って恐怖系と化す」とされる。
2008年10月より刊行が開始された隔月漫画誌『Fellows!（現：ハルタ）』（エンターブレイン）にて、『乙嫁語り』（おとよめがたり）の連載を開始した。『乙嫁語り』は2011年にマンガ大賞2011の2位を受賞、2012年に第39回アングレーム国際漫画祭世代間賞、2013年にマンガ大賞2013の2位を受賞、2014年にマンガ大賞2014では大賞を受賞した。その授賞式の際に羽海野チカからの祝辞に感謝した上で「同じ高校の先輩」と発言している。

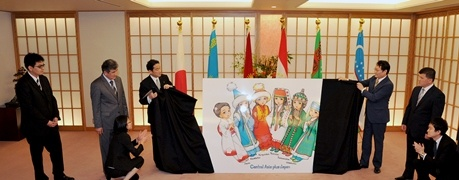
「中央アジア＋日本」対話 10周年記念イメージキャラクター発表式

2014年7月、『乙嫁語り』にて中央アジアを舞台にしたことが縁で、外務省の「中央アジア＋日本」対話10周年を記念したイメージキャラクターを手掛け、交流促進に貢献した。
その他、『Fellows!』の関連本に何度か読み切りを掲載している。
2025年4月発売の「青騎士Ｂ」に発表のショート読み切り「背広」の最終ページ柱において、「森薫さんは今号限りで青騎士を離れて、今後は新たな発表形態を模索する予定です。」旨、告知された。

## 作風
同人時代からメイドが主人公の作品が多く、19世紀末期のイギリスの風俗描写や背景・衣装などの装飾品に対する描き込みには非常にこだわっている。このような通常アシスタントが行なうような作業も、なるべく自分で描くようにしているという。その作画スピードは『ゲッサン』（小学館）編集長の市原武法によると、「これまで見た100人を超える漫画家さんの中でぶっちぎり」に速いとのこと。また『乙嫁語り』は森がメイドと並んで昔から興味を持っていた中央アジアを題材に描かれており、その自然描写については谷口ジローの影響が大きいと語っている。この『乙嫁語り』は森が元々『エマ』の頃よりページ数・描き込みの量を増やしたいと思っていたため、隔月刊での発行が決まっていた『Fellows!』にて連載を始めている。そのため、“メイド漫画家”の異名と共に“描き込み魔”とも呼ばれている。自身は「執筆中は作品にどっぷり入って描いている。描き終えて外に出ると現代に戻ってきたことに『あっ！』と思う」と述べている。このように、自身の趣味から世界を再発見、探求し、漫画の題材として描くことが多い作家である。

## 作品リスト

### 連載
- エマ（『コミックビーム』2002年1月号 - 2006年5月号） - デビュー作および初連載作。単行本『エマ』第1巻から第7巻に収録。
- エマ 番外篇（『コミックビーム』2006年9月号 - 2008年3月号） - 単行本『エマ』第8巻から第10巻に収録。
- 乙嫁語り（『Fellows!』volume1 - volume26→『ハルタ』volume1 - volume80→『青騎士』Nr.2B[17] - Nr.22B（移籍先未発表）[18]、『Fellows!(Q)』Quiet,Queen,Q.E.D.）
- みんなで作ろう!中央アジアクッキング（「外務省ウェブサイト」2017年9月5日 - 2020年11月2日）[19] - 単行本未発行。

### 読み切り
- すみれの花（『コミックビーム』2004年9月号付属小冊子） - 原作：福島聡、作画：森薫。福島聡の単行本『鵺の砦』にも収録。
- シャーリー・メディスン（『コミックビームFellows!』Vol.2、『Fellows!』volume10B・11B、『ハルタ』volume2・3・14・17・52・61、『青騎士』Nr.1・13B） - 『ハルタ』volume52・61、『青騎士』掲載分は単行本未収録。
- カバー・ストーリー（『Fellows!』volume4）
- クレールさんの日常茶飯事 第二話[注 1]（『Fellows!総集編 乙嫁語り&乱と灰色の世界』）
- モードリン・ベイカー（『Fellows!』volume5付属小冊子「メイドフェローズ」） - アンソロジーコミック『Awesome Fellows!』にも収録。
- 昔買った水着（『Swimsuits Fellows! 2009』）
- 見えるようになったこと（『Fellows!』volume8付属小冊子「メガネフェローズ」） - アンソロジーコミック『Awesome Fellows!』にも収録。
- ブカちゃん（『Costume Fellows! 2011』）
- お屋敷へようこそ旦那様!（『Fellows!』volume16D）
- 巣穴紳士倶楽部（バロウ・ジェントルマンズ・クラブ）（『Fellows!』volume17付属小冊子「バニー・フェローズ」）
- ガゼル（『Fellows!』volume24付属小冊子「サイレントフェローズ」） - 単行本『乙嫁語り』第8巻に収録。
- エンターブレイン刊fellows!改め『ハルタ』創刊のお知らせ[注 2]（『ゲッサン』2013年3月号） - 単行本未収録。
- お茶のおけいこ（『U12 こどもフェローズ』） - 単行本未収録。
- アメノウズメ（『グラマラスフェローズ』） - 単行本未収録。
- ジェイン・ウォーカー（『ハルタ』volume61・『月刊Asuka』2019年4月号付属小冊子「青騎士」第6号） - 単行本未収録。『青騎士』（漫画誌版）Nr.2Aに再掲載。
- グルン・バエラ（『ハルタ』volume71） - 単行本未収録。アンソロジーコミック『花と円舞曲』に収録。
- 撞球室（『青騎士』Nr.3A・Nr.3B付属小冊子「青騎士バニー」） - 単行本未収録。アンソロジーコミック『若葉の狂詩曲』に収録。
- 『乙嫁語り』ってどんなマンガ?（『電撃マオウ』2021年12月号付録「青騎士カタローク」） - 単行本未収録。
- とまり木（『青騎士』Nr.8A・Nr.8B付属小冊子「青騎士バニー2」） - 単行本未収録。
- 介抱（『青騎士』Nr.14A・Nr.14B付属小冊子「青騎士バニー3」） - 単行本未収録。
- ドレスメイカー（『青騎士』Nr.23B[20]） - 単行本未収録。
- 背広（『青騎士』Nr.24B[18]） - 単行本未収録。

### 書籍

#### 漫画単行本
- 『エマ』、エンターブレイン 〈ビームコミックス〉 2002年 - 2008年、全10巻
- 『シャーリー』、エンターブレイン → KADOKAWA 〈ビームコミックス〉 2003年 - 、既刊2巻
  - 第1巻はデビュー前の同人作品を収録している。
- 『乙嫁語り』、発行：エンターブレイン / 発売：角川グループパブリッシング → KADOKAWA 〈ビームコミックス〉→〈ハルタコミックス〉→〈青騎士コミックス〉 2009年 - 刊行中、既刊15巻
  - （ワイド版） KADOKAWA 〈青騎士コミックス〉 2021年 - 刊行中、既刊15巻（2025年2月20日現在）
- 『森薫拾遺集』、発行：エンターブレイン / 発売：角川グループパブリッシング 〈ビームコミックス〉 2012年2月27日初版初刷発行（2月15日発売）、短編集 ISBN 978-4-04-727824-0
  - この短編集発行までに描かれた「シャーリー・メディスン」以外の読み切り作品全てと、様々な媒体で発表されたイラストなどを収録。

#### ラフ画集
- 『SCRIBBLES』、KADOKAWA 〈青騎士コミックス〉 2022年[21] - 、既刊3巻（2022年9月20日現在）
  - （ワイド版）、KADOKAWA 〈青騎士コミックス〉 2022年[22] - 、既刊3巻（2022年9月20日現在）

#### 小説原作・挿絵
- 『小説エマ』、エンターブレイン 〈ファミ通文庫〉 2005年、全2巻 - 著：久美沙織

#### 関連書籍
- 『エマ ヴィクトリアンガイド』、エンターブレイン 〈ビームコミックス〉 2003年、全1巻 - 著：森薫・村上リコ
- 『エマ アニメーションガイド』、エンターブレイン 〈ビームコミックス〉 2005年 - 2006年、全3巻 - 著：森薫・村上リコ、監修：小林常夫

### その他
- COMIC ZIN公式キャラクターデザイン